# Prowincje Iliryjskie
Prowincje Iliryjskie (fran. Provinces illyriennes) – ziemie na północnym i wschodnim wybrzeżu Morza Adriatyckiego, wchodzące w skład Francji za rządów Napoleona. Obejmowały obszar 55 tys. km², zamieszkany przez 1,5 mln ludności.

## Historia
Prowincje Iliryjskie utworzono na mocy pokoju w Schönbrunnie z 14 października 1809 roku. Na jego mocy Karyntia, Kraina, Chorwacja na południe od Sawy, Gorycja, Gradyska, Istria oraz Triest zostały przekazane przez Cesarstwo Austrii Napoleonowi.

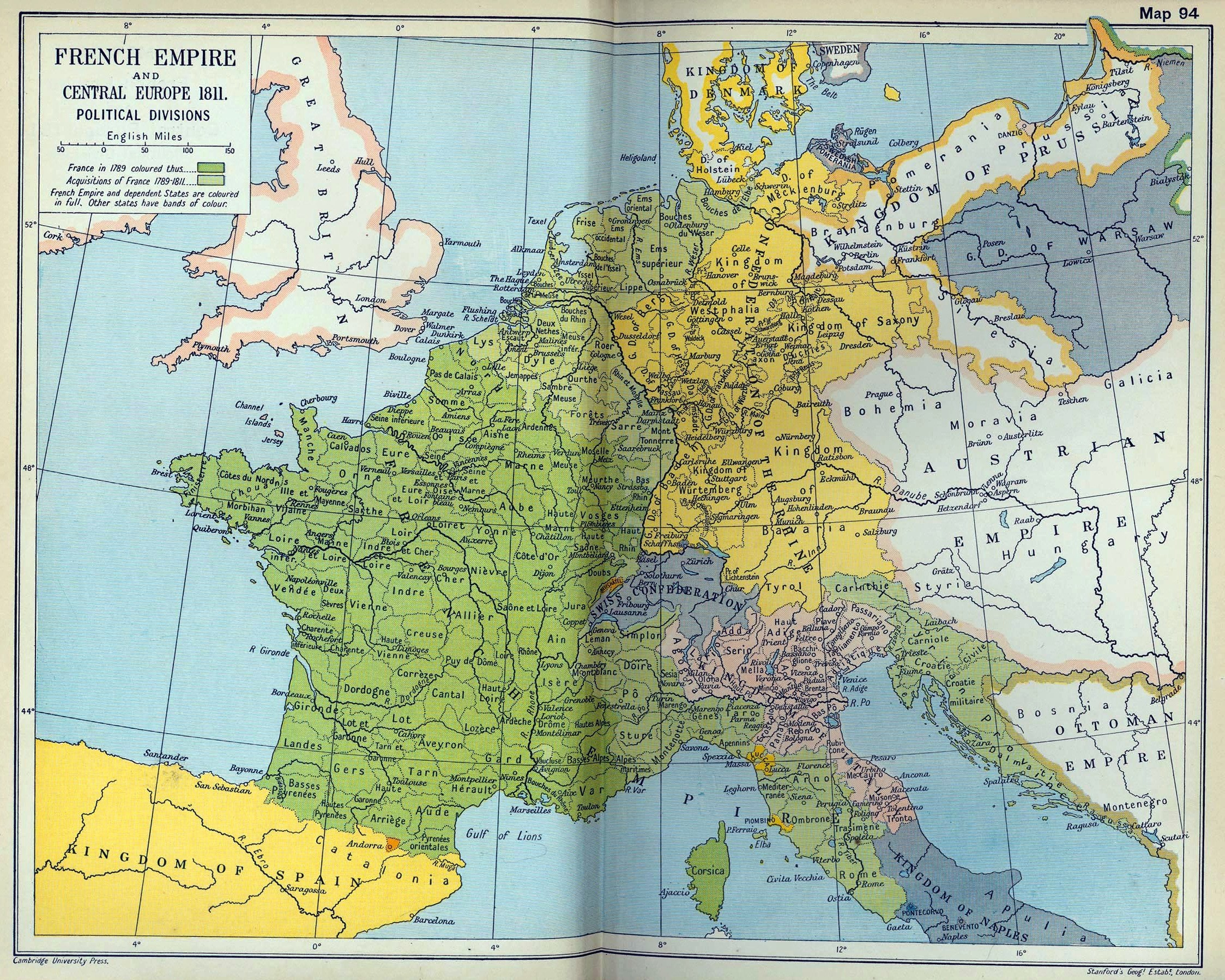

Odebrane Austrii terytoria Napoleon połączył wraz z Republiką Raguzy w Prowincje Iliryjskie ze stolicą w Lublanie, które zostały włączone bezpośrednio do Francji.
Francuzi przeprowadzili w Prowincjach Iliryjskich reformy ustrojowe, społeczne i oświatowe, które przyczyniły się do cywilizacyjnego awansu tego regionu. Jednocześnie rządy francuskie nie cieszyły się poparciem miejscowej ludności, na skutek konieczności płacenia kontrybucji i przerwania dawnych szlaków handlowych. Gubernatorami Prowincji byli kolejno marszałek Auguste Marmont, generał Henri Gatien Bertrand, generał Jean Junot i Joseph Fouché.
Po wybuchu nowej wojny austriacko-francuskiej w sierpniu 1813 wojska austriackie zajęły Dubrownik. Jednocześnie Zatoka Kotorska została zajęta przez wojska czarnogórskie. 11 czerwca 1814 Austria przejęła władzę nad większością terytorium Prowincji. W lipcu 1815 flota brytyjska zajęła wyspy dalmackie.
Na mocy postanowień kongresu wiedeńskiego, w 1816 Prowincje Iliryjskie zostały włączone do Cesarstwa Austrii. Powstało wówczas austriackie Królestwo Ilirii.

## Edukacja
Podczas swoich krótkich rządów w Prowincjach Iliryjskich Francuzi przeprowadzili szereg istotnych reform w dziedzinie oświaty, które odegrały istotną rolę w kształtowaniu się świadomości narodowej zamieszkujących je ludów słowiańskich. W 1810 roku z rozkazu marszałka Augusta Frédérica Marmonta zreformowano szkolnictwo podstawowe, utworzono wiele gimnazjów i 4 licea. Liceum w Lublanie w 1811 podniesiono do rangi akademii z pięcioma wydziałami. Najistotniejszy był jednak fakt wprowadzenia w szkolnictwie niższego i średniego szczebla nauczania w języku słoweńskim i chorwackim.